# Брезова (Соколов)
Брезова (чеш. Březová) град је у Чешкој Републици. Град се налази у управној јединици Карловарски крај, у оквиру којег припада округу Соколов.

## Становништво
Према подацима о броју становника из 2014. године град је имао 2.704 становника.